# HMS Prince Royal (1610)
HMS Prince Royal – angielski XVII-wieczny żaglowy okręt wojenny klasyfikowany jako Royal Ship, później przebudowany na okręt liniowy I rangi mający trzy pokłady działowe.

## Historia
Nowy wielki okręt, nazwany później "Prince Royal", został zamówiony w listopadzie 1607 roku przez króla Jakuba I. Został zbudowany pod kierunkiem szkutnika Phinneasa Petta w Królewskiej Stoczni w  Woolwich nad Tamizą (obecnie część Londynu) jako Royal Ship (klasa okrętów obejmująca największe jednostki, większe od Great Ship), mający dwa pokłady działowe i uzbrojony w 55 dział. Uroczyście wodowany w obecności króla Jakuba I, "Prince Royal", największy ówczesny angielski okręt wojenny, pełnił również rolę okrętu flagowego i reprezentacyjnego. W kwietniu 1613 roku na jego pokładzie odbywali podróż z Dover do Vlissingen księżniczka Elżbieta Stuart i jej mąż, elektor Palatynatu Reńskiego. Rolę dowódcy pełnił wówczas Lord Wysoki Admirał Charles Howard. W 1621 i 1623 roku "Prince Royal" przechodził naprawy w celu wymiany zbutwiałych elementów drewnianej konstrukcji, od 1624 roku pozostawał w rezerwie w Chatham. W maju 1625 roku okręt przywrócono do służby, aby przywiózł z Boulogne do Dover księżniczkę Henriettę Marię, późniejszą żonę króla Karola I. 9 października 1637 roku zapadła decyzja o jego przebudowie, a w 1639 roku został wycofany ze służby.
W 1641 roku okręt został przebudowany (przy zachowaniu poprzednich wymiarów konstrukcyjnych) w stoczni w Woolwich przez Petera Petta (syna wzmiankowanego Phineasa Petta ze słynnej angielskiej rodziny szkutników z czasów Tudorów i Stuartów) na okręt I rangi, mający dwa pokłady działowe (właściwie były to trzy niepełne pokłady działowe) i uzbrojony w 70 dział. Ponowne wodowanie miało miejsce 14 listopada 1641 roku.
W czasie Republiki Angielskiej (Commonwealth of England, 1649-1660) jego nazwę zmieniono na Resolution. W maju 1650, pod dowództwem kapitana Williama Wildeya, "Resolution" wszedł w skład eskadry wysłanej na wody Portugalii, gdzie walczył z okrętami angielskich rojalistów.
Następnie okręt wziął udział w zwycięskiej dla Anglii pierwszej wojnie angielsko-holenderskiej. 28 września 1652 roku "Resolution" uczestniczył w wygranej bitwie pod  Kentish Knock, w której trakcie admirał Robert Blake przeniósł na jego pokład swoją flagę z większego "Sovereign". 2-3 czerwca 1653 roku "Resolution", jako flagowy okręt angielskiej floty, pod dowództwem generałów na morzu (ang. Generals at Sea) George’a Moncka i Richarda Deane’a, wziął udział w bitwie na płyciźnie Gabbard, gdzie zmierzył się z flagowym okrętem admirała Maartena Trompa, "Brederode". Wkrótce potem, 29-31 lipca, "Resolution", ponownie pod flagą Robert Blake’a, brał udział w bitwie pod Texel, ostatniej bitwie morskiej tej wojny.
W trakcie w pierwszej wojny angielsko-holenderskiej uzbrojenie "Resolution" zwiększono do 80, a później do 88 dział. Po restauracji monarchii w Anglii w 1660 przywrócono pierwotną nazwę okrętu "Prince Royal", poprzedzoną skrótem HMS (His Majesty's Ship). W 1661 roku "Prince Royal" został wycofany ze służby, a w roku 1663 przebudowany w stoczni w Woolwich pod kierunkiem Petera Petta na 92-działowy trzypokładowy okręt liniowy I rangi. Powiększono jego tonaż i zwiększono wymiary.
"Prince Royal" wziął ponownie udział w wojnie morskiej przeciw Holandii w 1665 roku. 3 czerwca był flagowym okrętem angielskiej ariergardy pod dowództwem hrabiego Sandwich w zwycięskiej  bitwie pod Lowestoft, w której Anglicy pokonali zdecydowanie Holendrów, niszcząc 16 okrętów przeciwnika, w tym okręt flagowy floty holenderskiej "Eendracht".
W następnym roku obie floty zmierzyły się ponownie w bitwie czterodniowej, najdłuższej bitwie morskiej w historii. W trakcie zmagań 1-4 czerwca (według kalendarza gregoriańskiego był to 11-14 czerwca, w Anglii obowiązywał wówczas kalendarz juliański), trzeciego dnia bitwy "Prince Royal", flagowy okręt wiceadmirała George’a Ayscue, dowódcy "białej" eskadry, stanowiącej awangardę angielskiej floty, wszedł na mieliznę. Załoga "Prince Royal", otoczona przez holenderskie okręty pod dowództwem wiceadmirała Cornelisa Trompa, wobec groźby spalenia przez brandery, opuściła banderę na znak poddania się (nie wywieszono białej flagi, gdyż w latach 1638-1790 była to bandera La Royale Marine (Królewskiej Marynarki Francuskiej)). Był to pierwszy i ostatni przypadek poddania się angielskiego dowódcy tak wysokiej rangi na morzu. Na rozkaz głównodowodzącego floty holenderskiej, admirała Michiela de Ruytera, wszystkie zdobyte okręty miały być zniszczone – ponieważ bitwa nie była jeszcze rozstrzygnięta, Holendrzy nie mogli sobie pozwolić na konwojowanie zdobyczy do swoich portów. Po wzięciu do niewoli całej załogi "Prince Royal" został spalony przez Holendrów.